# Vitaliy Shchedov
Vitaliy Shchedov (em ucraniano:  Віталій Щедов; Simferopol, 31 de julho de 1987) é um ciclista ucraniano. Shchedov representou sua nação nos Jogos Olímpicos de Verão de 2008 na prova de perseguição por equipes, em Pequim.